# Морфоліти
Морфоліти (рос. морфолиты, англ. morpholites, нім. Morpholithe m pl) — мінеральні агрегати у вигляді округлих або сплюснутих ниркоподібних жовен з концентричними горбиками та кільцями. Часто зростаються по кілька штук разом.
Термін маловживаний. Від грецьк. «морфе» — форма і «літос» — камінь. (C.Ehrenberg, 1840).